# Jacobo García de San Pedro e Iranzo
Jacobo García de San Pedro e Iranzo (Madrid, 31 de març de 1851 -) fou un aristòcrata i polític espanyol, marquès de Soto Hermoso des de 1887. Fill de Francisco García San Pedro i Encarnación Iranzo y Barruchi, fou elegit diputat del Partit Liberal Conservador per Barcelona a les eleccions generals espanyoles de 1899 i senador per la província de Terol el 1903-1904.